# Bitozeves-Průmyslová zóna Triangle
Bitozeves-Průmyslová zóna Triangle je část obce Bitozeves v okrese Louny. Tvoří největší, východní část Průmyslové zóny Triangle, která je rozdělena na bitozeveskou, velemyšleveskou a staňkovickou část. Celá průmyslová zóna je umístěna na bývalém vojenském letišti, které bylo mezi lety 2003–2006 zlikvidováno. Prochází zde dálnice D7, silnice II/250 a silnice II/607.
Část obce Bitozeves vznikla k 30. květnu 2018 poté, co zastupitelstvo obce schválilo v červnu 2017 zřízení nové části obce.
Název Bitozeves-Průmyslová zóna Triangle je s 34 znaky na sdíleném třetím místě v žebříčku názvů částí obce v Česku dle délky.[zdroj⁠?!] Názvy základních sídelních jednotek Bitozeves-Průmyslová zóna Triangle-východ a Bitozeves-Průmyslová zóna Triangle-západ (každá po 40 znacích) jsou vůbec nejdelšími názvy základních sídelních jednotek v Česku.[zdroj⁠?!]